# Марія Балґарова
Марі́я Балґарова — член Революційного комітету і разом з Євлампією Векіловою вишила прапор копривщенських повстанців. Вона також є прототипом героїні Ради з першого болгарського роману «Під ігом».

## Біографія
Марія Балґарова народилася 1853 року в Сопоті в бідній великій родині. Її тітка, черниця Євгенія, взяла її до себе, щоб дати їй гарну освіту і виховання. Вона була першою за успішністю в училищі. Відтак була направлена в Копрівштіцу помічницею вчительки — черниці Харитини. Завдяки гарній підготовці Марія Балґарова викладає більш серйозні предмети. Вона стала секретарем жіночого товариства в Копрівштіці. Згодом знайомиться з Тодором Каблешковим. Він постачає її не тільки революційною літературою, але й завойовує її серце і посвячує в народну справу. Тодор відсилає її власним коштом до Габровської школи дівчат. Марія Балґарова закінчила її з відзнакою і повернулася в Сопот, де стала викладачем у класі школи для дівчат.
У 1875 Тодор Каблешков приїхав до Сопота і відновив роботу Революційного комітету. Василь Левський призначив Марію, щоб захопити прапор повстання. Чиста і щира дружба між нею і Каблешковим тривала. Вона була членом Революційного комітету, ставши секретарем жіночого товариства «Постоянство».
22 лютого 1877 Леді Емілі Странгфорд відвідує Сопот. Марія Балґарова розмовляє французькою мовою. Леді Странгфорд нагородила її великим золотим хрестом, який учителі Сопота носили на ланцюжку.
Після визволення Болгарії з-під панування Османської імперії Марія Балґарова живе в жіночому монастирі й допомагає тітці Нуні Євгенії в адміністрації монастиря. В її серці все ще горить печаль через важку втрату свого нареченого Тодора Каблешкова.
Марія Балґарова виходить заміж за високоосвіченого для свого часу альпініста Богдана Бракалова, який також був волонтером. У них народилося дев'ятеро дітей, шість з яких померли немовлятами.
Марія Балґарова померла в Софії 6 січня 1919 року.